# Aslan Usoyan
 (décembre 2017).
Si vous disposez d'ouvrages ou d'articles de référence ou si vous connaissez des sites web de qualité traitant du thème abordé ici, merci de compléter l'article en donnant les références utiles à sa vérifiabilité et en les liant à la section « Notes et références ».
Aslan Rachidovitch Usoyan (en russe : Асла́н Раши́дович Усоя́н), né le 28 février 1937 à Tbilissi d'origine  yezidi et mort le 16 janvier 2013 à Moscou, est l'un des criminels russes les plus importants de l’ère post-soviétique, ainsi qu’un mafieux influent. D’après la presse russe, Aslan Usoyan, plus connu sous le pseudonyme de Ded Khassan, aurait été impliqué dans les filières de jeux illégales, la vente d’armes et de stupéfiants et, enfin, l'exploitation de ressources naturelles.

## Biographie

### Jeunesse
Aslan Usoyan est né le 27 février 1937 à Tbilissi en Géorgie; il est issu d'une famille yézidie  (peuple originaire du nord de l'Irak).

### Carrière criminel

#### Début
À l’âge de 19 ans, il a écopé d’une peine de prison d’un an et six mois pour heurt avec des officiers de police, mais le 10 janvier 1956 la cour suprême géorgienne a annulé la sentence. En fin de compte, Aslan Usoyan a simplement été contraint à des travaux d’intérêt général.
Le 15 janvier 1959, la cour Stalinskiï de Tbilissi l’a condamné à cinq ans de prison pour vol à découvert mais lui a par la suite accordé la liberté conditionnelle.
Ensuite, le 28 décembre 1966, la cour Oktyabrskiï de Tbilissi l’a inculpé de trois ans de prison pour spéculation. Il fut placé derrière les barreaux, mais le 24 juin 1968 la cour Tsouloukidzevskiï l’a gracié d’une liberté conditionnelle.
Au cours des années 1970 et 80, il a acquis la réputation d'être un leader criminel.
À en croire la presse, il aurait contrôlé des groupuscules criminels dans le sud de la Russie depuis la fin des années 1980. Le clan de Ded Khassan était tout particulièrement actif dans la vente illégale de jeux, le trafic de drogues et d’armes, ainsi que l’extraction de ressources naturelles.
En 1992-1993, lors du conflit entre la Géorgie et la région séparatiste d'Abkhazie, il a contribué financièrement dans les crimes de la milice abkhaze, s’est lié avec les bandes criminelles abkhazes et russes.

#### Conflit avec Roudik Bakinskiï
D’après les médias, il aurait été en conflit avec Roudolf Oganov, dit Roudik Bakinskiï, à la tête du groupe criminel organisé arménien, depuis 1996, car ce dernier aurait souhaité élargir sa sphère d’influence en prenant le contrôle de la région de Krasnodar. En novembre 1997, il aurait essayé d’arracher à Ded Khassan sa renommée de criminel dans les environs de Moscou. 
Début 1998, l’un des compagnons d’armes d’Oganov, dit Edik de Moscou,  a été tué. 
En 1998, Ded Khassan fut victime d’une tentative d’assassinat à Sotchi. Le tueur à gage a manifestement raté son coup.
Cette guerre des clans se terminera par l’assassinat d’Oganov en février 1999 dans un café le long de la MKAD, voie périphérique automobile de Moscou. Il fut transpercé de plus de 40 balles.

#### Guerre avec le clan de Tariel Oniani
En 2006, il s’est mis à dos un autre clan criminel dirigé par Tariel Oniani, plus connu sous le nom de Taro. La pomme de discorde était l'arrestation et l'extradition de Charko Molodoï vers l’Espagne. À la suite de quoi, Ded Khassan a décidé que Lacha Chouchanachvili reprenne le flambeau. Le clan d’Oniani, quant à lui, s’y est opposé.
Le 2 mai 2008, Aslan Oussoyan a organisé une réunion entre les chefs des clans afin de discuter des moyens à injecter dans les Jeux Olympiques de Sotchi en 2014. Vyatcheslav Ivankov, plus connu sous le nom d’Yapontchik, s’est rangé du côté d’Usoyan.
Le 8 juillet 2008, Usoyan et Ivankov ont décliné l’invitation à la réunion organisée par Oniani.
Ce conflit aurait emporté la vie de Guela Tservadze, restaurateur moscovite qui travaillait pour le compte d’Oniani. Andreï Goloubev, un partenaire d’Usoyan, est lui aussi tombé sous les balles. D’après le chauffeur de la voiture qui a été la cible des criminels, ses passagers se rendaient à une réunion de clans.
Finalement, Ivankov a succombé à des blessures à l’hôpital en juillet 2009.

#### Arrestation à Kiev et tentative de meurtre à Moscou
Le 27 avril 2010, Ded Khassan a été arrêté à Kiev pour avoir tenté de quitter le territoire ukrainien sans papiers.
Le soir du 16 septembre, il a été la cible d’une tentative de meurtre à Moscou. Il a été touché par trois balles dans le ventre. On avait tout d’abord annoncé que Ded Khassan et son garde du corps avaient péri, mais cette information a été démentie par la suite. Ils ont tous deux été hospitalisés sous la protection du ministère de l’Intérieur.
D’après Ded Khassan, le commanditaire de cette tentative de meurtre serait Rovchan Djaniev, un Azerbaïdjanais de la brigade des tueurs d’un groupuscule islamiste.
Après cela, Ded Khassan est resté sous protection et il a changé de sphère. Il s’est lancé dans le secteur de la construction. Ses proches continuaient de tomber l’un après l’autre.

#### Assassinat en 2013 à Moscou
Il fut tué le 16 janvier 2013 à Moscou à la sortie du restaurant Staryï faeton sur la Bolchaïa Nikitskaïa. À en croire le ministère de l’Intérieur, un sniper placé au 4e étage d’un immeuble situé en face du restaurant aurait tiré 6 balles. C’est la balle qui a touché son cou qui fut fatale. Une autre victime est à déplorer – Maryat Biktchourina, une serveuse de 30 ans.
Aslan Usoyan a été enterré à Moscou le 20 janvier 2013 en raison du refus des autorités géorgiennes de rapatrier son corps dans sa patrie natale.
À la suite de son décès, la communauté yazidi d'Arménie aurait suivi un deuil de sept jours. Aslan Usoyan, parfois surnommé « Papy Hassan », faisait partie en effet des protecteurs de la minorité yazidi implantée localement, qui bénéficiait de ses dons d'argent.

### Vie privée

#### Famille
Il a eu une fille, Nouna, et un garçon, Nodari, avec une femme nommée Doulcha Avdoeva. Son fils a travaillé un moment au poste de directeur du supermarché Stolitchnyï.
D’autres membres de sa famille, Oko Khatoev (Oko), Tenguiz Mikhoev (Tenguiz) et Temouri Mirzoev (Timour de Tbilissi) feraient eux aussi partie du monde criminel.